# 아시아전자스포츠연맹
아시아전자스포츠연맹(영어: Asian Electronic Sports Federation) 은 2005년에 설립하여 홍콩에 본부를 두고 있는 e스포츠 종목의 아시아연맹이다. 아시아 올림픽 평의회(Olympic Council of Asia) 에서 공식 인증한 유일한 e스포츠 국제기구다. 2022년 항저우 아시안게임에서 정식 종목이 된 e스포츠 종목 선정 기관이다.

## 회원국
31개국 회원국 연합을 보유하고 있으며, 준회원국은 브라질 1개국, 전세계 38개의 게임개발사, 보급사, 미디어, 교육기관 등과 파트너십을 체결하고 e스포츠의 영역을 확장하는데 활동을 전개하고 있다.

## 주요 활동
2018년 자카르타 아시안게임에 e스포츠를 시범종목으로 포함시켰으며, 2022년 항저우 아사안게임의 정식 종목으로 이끌었다. 2026년 아이치 나고야 아시안게임도 AESF의 주도하에 개최된다. IOC와 GAISF가 설립한 e스포츠 리에종 그룹 회원으로 이스포츠의 올림픽 종목화를 논의하는 이해당사자에 포함되어 있다.
세계게임시장규모을 예측하는 전문기관인 Newzoo의 통계에 따르면 세계 게임 시장의 48%가 아시아 태평양지역인 만큼 세계 게임시장을 움직이는 지역이 아시아이며, 이번 2022년 항저우 아시안게임을 통해서 세계 유일의 공인 이스포츠 국제기구로서 AESF의 위상을 보여주었다는 평가다.
2022년 항저우 아시안게임의 캠페인 대회로 OCA와 AESF가 공동 주최한 RDAG 결과 7개 종목에서 32일 간에 걸쳐 217개의 경기 수, 10개 국어 방송을 통해 8억3천만 뷰의 기록을 보여주었다.
2022년 항저우 아시안게임 정식정목화의 성공적인 론칭에 힘입은 AESF는 2024년부터 AESF 플래그십대회인 AESF e마스터즈 대회를 론칭 할 예정이다.

## 주요 연혁
- 2005년 연맹 설립
- 2017년 아시아올림픽평의회(OCA)공인 기관
- 제5회 아시아실내무도대회의 시범종목
- 제18회 2018 자카르타 팔렘방 아시안게임 시범종목
- 2019년 제30회 동남아시아경기대회(SEA Gamems) 공식메달 종목
- 2021년 2022 항저우 아시안 게임 공식종목 선정 기관
- 2022년 제31회 동남아시아경기대회 여성종목 데뷔
- 2022년 2022 GCC GAMES e스포츠 데뷔